# Forma-um
Em álgebra linear, forma-um (ou 1-forma) em um vetor de espaço é o mesmo que uma forma linear no espaço. O uso da forma-um nesse contexto geralmente distingue as formas-um de funcionais multilineares de grau superior no espaço.
Em geometria diferencial, uma forma-um na variedade diferenciável é uma seção suave do fibrado cotangente. Equivalentemente, uma forma-um sobre uma variedade M é um mapeamento suave do espaço total do feixe de fibras de M para {\displaystyle \mathbb {R} }  cuja restrição para cada fibra é uma forma linear sobre o espaço tangente. Simbolicamente segue que:
{\displaystyle \alpha :TM\rightarrow {\mathbb {R} },\quad \alpha _{x}=\alpha |_{T_{x}M}:T_{x}M\rightarrow {\mathbb {R} }}
onde αx é linear.
Muitas vezes, formas-um são descritas localmente, particularmente em coordenadas locais. Em um sistema de coordenadas local, uma forma-um é uma combinação linear dos diferenciais das coordenadas:
{\displaystyle \alpha _{x}=f_{1}(x)\,dx_{1}+f_{2}(x)\,dx_{2}+\cdots +f_{n}(x)\,dx_{n}}
onde os fi são funções suaves. Sob essa perspectiva, uma forma-um tem uma lei de transformação covariante na passagem de um sistema de coordenadas para outro. Assim, forma-se um campo tensor covariante de ordem 1.